# Трюгве Хоф
Трюгве Якоб Брох Хоф (на норвежки: Trygve Jacob Broch Hoff) е норвежки икономист, журналист и издател.
Роден е в семейство на адвокат в Христиания на 12 ноември 1895 г. Завършва икономика в Университета на Осло през 1916 г., след което живее известно време във Франция и Съединените щати.
Връща се в Норвегия през 1920 г. и започва да пише по стопански теми в популярния ежедневник „Дагбладет“. През 1935 г. купува малкото списание „Фарманд“ и през следващите десетилетия го превръща във водещото бизнес издание в страната.
През 1938 г. защитава дисертация върху проблема за икономическото изчисление, следваща възгледите на Австрийската школа. През следващите години е сред водещите привърженици на либерализма в Норвегия.
Трюгве Хоф умира в Осло на 4 януари 1982 г.